# Diabli Dół
Diabli Dół – częściowo zalesiony jar na Wyżynie Olkuskiej położony na wysokości ok. 343,5 m n.p.m. na terenie Dłubniańskiego Parku Krajobrazowego, w pobliżu jego granicy. Po względem administracyjnym należy do wsi Sobiesęki w województwie małopolskim w powiecie krakowskim, w gminie Skała.

## Opis
Wschodnie zbocza jaru, którym płynie potok Smródka, dopływ Minóżki, porasta mieszany las brzozowo-sosnowy; ok. 300 m na wschód wznosi się Bycza Góra. Według Szczegółowej Mapy Geologicznej Polski  Państwowego Instytutu Geologicznego (1:50 000, arkusz Skała, 2007) dno i zbocza jaru są pokryte namułami pyłowatymi denn dolinnych pochodzącymi z epoki holocenu.

## Rola turystyczna
Jeden z punktów na turystycznych trasach wycieczkowych na obszarze regionu (trasa piesza PTTK: Skała – Diabli Dół – Bycza Góra – Minoga – Góra Borkowa – Zagaje – Stara Wieś – Iwanowice Włościańskie – Iwanowice Dworskie).

## Status prawny
Diabli Dół figuruje w Państwowym Rejestrze Nazw Geograficznych (PRNG) jako obiekt fizjograficzny i posiada nazwę urzędową nadaną na mocy Zarządzenia Prezesa Rady Ministrów nr 63 z dnia 27 listopada 1965, ustaloną na podstawie wywiadu terenowego. Od 2017 podlega ochronie wraz z innymi walorami przyrodniczymi, kulturowymi i krajobrazowymi Dłubniańskiego Parku Krajobrazowego na podstawie planu ochrony parku, który obejmuje zachowanie naturalnej geomorfologii terenu. Obszary zalesione nadzoruje Nadleśnictwo Miechów.